# Provortex tubiferus
Provortex tubiferus är en plattmaskart som beskrevs av Luther 1948. Provortex tubiferus ingår i släktet Provortex, och familjen Provorticidae. Arten är reproducerande i Sverige.